# Київське обласне об'єднання Всеукраїнського товариства «Просвіта» імені Тараса Шевченка
Київське обласне об'єднання Всеукраїнського товариства «Просвіта» імені Тараса Шевченка — українська громадська організація культурно-освітнього спрямування, підрозділ ГО «Всеукраїнське товариство «Просвіта» імені Тараса Шевченка» в Київській області.

## Історія

### Початки діяльності «Просвіти» на Київщині
Перші просвітянські осередки на теренах колишньої Київської губернії почали з'являтися одразу після заснування «Просвіти» в Києві 25 червня 1906 року. Але офіційно реєструвати філії Київської «Просвіти» в перший період її діяльності (1906—1910) не було дозволено.
1912 року в Білій Церкві оселився один із членів ради забороненої царським урядом Київської «Просвіти» лікар і письменник Модест Пилипович Левицький. 4 березня 1917 р. він очолив місцеву «Просвіту» — одну з перших на Київщині. Серед 232 членів товариства були крамарі, заможні селяни з околиць міста, чиновники та службова шляхта маєтків Браницьких, робітники і селяни. Товариство мало спільні кошти, що складалися з членських внесків (616 крб 57 коп.), прибутків від вистав і вечірок (1052 крб 10 коп.) та добровільних пожертв (4392 крб 42 коп.), працювало за кількома тематичними секціями.
«Нова Рада» інформувала, що у Васильківському повіті Київської губернії станом на вересень 1917 року діяло 53 «Просвіти», об'єднані в Спілку «Просвіт» Васильківського повіту. Ініціатором її створення і головою був Модест Левицький. 18 липня 1917 року спілка організувала мирну маніфестацію на честь проголошення II універсалу Центральної Ради, який місцева громада вітала гучними криками «Слава!».
Яскраву сторінку в просвітянському рухові на Київщині залишило Товариство «Просвіта» імені Бориса Грінченка (с. Казенна Мотовилівка Васильківського повіту). Ініціатором її створення був Овсій Гончар — в майбутньому легендарний Отаман Бурлака, провідник Васильківського повстання проти більшовиків.
Спілка «Просвіт» Васильківського повіту вважається предтечою Київського обласного об'єднання ВУТ «Просвіта» ім. Т. Шевченка.
У Києві й у Київській губернії на 1 січня 1919 року діяло 438 «Просвіт». Понад 20 організацій Товариства діяло в Переяславському повіті та одна в Яготині Пирятинського повіту Полтавської губернії.

### За радянської влади
1920 року почався процес «радянізації» «Просвіт». 12 липня 1920 р. політбюро ЦК КП(б)У ухвалило постанову "Про «Просвіти», в якій ставилося завдання їх «одержавлення» шляхом ухвалення нових Статутів, а в разі неможливості досягти цього — ліквідації. За новим Статутом — мета діяльності товариства «Просвіта» «шляхом широкої культурно-освітньої праці серед населення поширювати соціалістичну культуру на підвалинах широкої самодіяльності трудових мас України».
У Київській губернії на 1 квітня 1921 року «пролетаризували» 21 «Просвіту» в Радомисльському повіті, 24 — у Білоцерківському, 30 — у Сквирському, 40 — у Бердичівському, 7 — у Київському, 19 — в Уманському, 12 — у Таращанському, 72 — у Звенигородському.
1921 року видатний композитор і громадський діяч Кирило Григорович Стеценко зібрав окружний з'їзд «Просвіт» Фастівщини, на якому обговорювалися питання організації просвітянської роботи у краї за зразком діяльності Веприківського Товариства «Просвіта».
Товариства «Просвіта» Київщини накреслили широкий план діяльності: запросили інструкторів для організації народних хорів, улаштування спектаклів у селах, народних будинків, музеїв тощо. Однак повністю перебудувати характер діяльності товариств «Просвіта» радянській владі так і не вдалося. Вони продовжували тяжіти до традицій, започаткованих Київською «Просвітою» 1906 року, якісно і кількісно продовжених у добу визвольних змагань.
У Київській окрузі 1922 року було 176 «Просвіт» і 24 хати-читальні, а в 1923-му — 73 і 26 відповідно. Прогнозовано, радянська влада вдалася до закриття «Просвіт», мотивуючи це тим, що вони були осередками буржуазного націоналізму. Вже до 1925 року всі «Просвіти» на Київщині були або ліквідовані, або перетворені на фабрично-заводські клуби, сільбуди, курси лікнепу, вечірні школи, народні доми, хати-читальні.

### «Просвіта» на Київщині під час гітлерівської окупації
У Таращанському районі «Просвіту» відродили в 20-х числах листопада 1941 року зусиллями вчителів і духовенства.
Приблизно в той же час була частково відновлена просвітянська мережа на Бориспільщині. Започатковано «Просвіти» в Борисполі, Воронькові й Гнідині. На кущових вчительських зборах, які відбулися 15 листопада 1941 року, розглянуто питання про організацію товариств «Просвіта» по всіх селах Бориспільського району. Ця справа була доручена активу вчителів. При Бориспільському товаристві «Просвіта» діяла капела бандуристів під керівництвом С. М. Яцюти, що повсюдно збирала повні зали, а при Вороньківській «Просвіті» працювали співочий, музичний і драматичний гуртки та фізкультурно-юнацька організація «Січ». 1942 року окупанти розстріляли керівника Бориспільської «Просвіти» Якова Вакуловича Колоса і діяльність «Просвіт» у районі припинили.
На широкоформатну співпрацю з окупаційною владою пішла створена 1 жовтня 1941 року Фастівська «Просвіта». Це дозволило їй легально існувати до 1943 року та бути ініціатором та реалізатором численних українських ініціатив, як то історичний музей, театр, духовий оркестр, хор, дитячий садок тощо. Очолював організацію місцевий вчитель, член ОУН(м) Олександр Цимбал.

### Товариство української мовина Київщині
На Київщині у Васильківському районі 30 грудня 1988 року створено Гребінківське Товариство рідної мови, яке вже 6 січня 1989 року змінило назву на Товариство української мови. У січні 1989 року осередки ТУМ з'явилися в Броварах і Гнідині Бориспільського району та у Фастівській школі-інтернаті.
4 лютого 1989 року утворили Вишгородське районне об'єднання Товариства української мови, що незабаром зареєстровано за № 20, тобто одним із перших серед 3500 осередків в Україні. Першим заходом об'єднання стало відзначення 175-річчя з дня народження Тараса Шевченка.
Згодом осередки ТУМ з'явилися в Білі Церкві,Червоній Мотовилівці, Переяславі-Хмельницькому та інших населених пунктах області.

### Новітня історія «Просвіти» Київщини
Після реорганізації ТУМ у ВУТ "Просвіта" ім. Т.Шевченка 19 серпня 1994 року зареєстровано громадську організацію Київське крайове об'єднання товариства «Просвіта» ім. Тараса Шевченка, яка започаткувала новітній період історії Київської «Просвіти».
Наприкінці травня 2004 року Київську крайову організацію ВУТ «Просвіта» ім. Тараса Шевченка відповідно до чинного на той час законодавства розділили на Київську міську, яку очолила старший викладач НТУУ «КПІ» Ольга Віталіївна Пугач, та Київську обласну, де головою обрали директора видавничого центру «Просвіта» Василя Йосиповича Клічака, який очолював обласну «Просвіту» до червня 2017 року, опісля головою обрали Анатолія Антоновича Ковальчука.
8 листопада 2017 року в Білій Церкві відбулися урочистості з нагоди 100-річчя Товариства «Просвіта» на Київщині. Присутніх вітали голова Білоцерківського міськрайонного об'єднання ВУТ «Просвіта» ім. Т. Шевченка Костянтин Климчук і заступник голови Київського обласного об'єднання товариства Едуард Мондзелевський.
2 грудня 2017 року у Веприку на Фастівщині, в Музеї Кирила Григоровича Стеценка, відбулася V звітно-виборна конференція Київського обласного об'єднання ВУТ «Просвіта» ім. Т. Шевченка, ініційована ухвалою Центрального Правління. Конференція відбувалася в межах V ювілейної Фастівської науково-практичної конференції до Дня заключення Передвступного Акту Злуки між УНР та ЗУНР у Фастові 1 грудня 1918 року.
На конференції обрали нове правління облоб'єднання: Євген Букет — голова правління, Едуард Мондзелевський, Костянтин Климчук — заступники голови, Світлана Фещенко — відповідальний секретар, Олекса Юрченко — член правління. До ради об'єднання, згідно зі Статутом «Просвіти», увійшли всі члени правління, голови районних і міських просвітянських організацій, а також колишні очільники — Василь Клічак і Анатолій Ковальчук.
Київська обласна «Просвіта» працює як координаційний центр взаємодії між цілком автономними в своїй роботі товариствами навколо Києва, що в переважній більшості мають столітню історію і усталені традиції просвітянського життя.

## Структурні підрозділи
2004 року до нового облоб'єднання виокремилися із Київського крайового такі об'єднання осередків нижчих рівнів:
- Білоцерківське міськрайонне (Володимир Опанасович Іванців, зареєстр. 31.05.1994),
- Богуславське районне (Надія Іванівна Болтікова),
- Бориспільське районне (Анатолій Антонович Ковальчук),
- Броварське міське (Валерій Михайлович Середа),
- Васильківське міське (Анатолій Трохимович Марущак),
- Васильківське районне (Леонід Юрійович Ковальчук),
- Вишгородське районне (Олександр Іванович Дробаха, зареєстр. 18.11.1995),
- Володарське районне (Тамара Яківна Устинівська),
- Ірпінське міське (Микола Якович Лабунський),
- Кагарлицьке районне (Надія Миколаївна Предченко, зареєстр. 01.03.1994),
- Києво-Святошинське районне ім. В. Самійленка (Валентина Петрівна Донець, зареєстр. 09.04.1994),
- Макарівське районне (Світлана Володимирівна Фещенко),
- Переяслав-Хмельницьке районне (Микола Тихонович Товкайло, зареєстр. 31.12.1993),
- Ржищівське районне (Ніла Григорівна Янцюк),
- Сквирське районне (Леонід Кирилович Шабатин),
- Славутицьке міське (Тарас Ступак),
- Фастівське міське (Микола Васильович Іванов, зареєстр. 11.05.1994),
- Фастівське районне (Віталій Віталійович Сокур, зареєстр. 19.03.2004),
- Софіївсько-Борщагівська ЗОШ І-ІІІ ступенів, осередок, прирівняний до районного об'єднання (Тетяна Василівна Петровська).

Також на той час діяли Молодіжна громадська організація «Молода Просвіта» Київське обласне товариство (Євген Васильович Букет, зареєстр. 20.06.2000) та осередки Всеукраїнської «Молодої Просвіти» в Фастові (Олександр Вікторович Чернишенко) та Макарівському районі (Євген Васильович Букет, зареєстр. 6.03.2003).
Ці організації складають кістяк Київського обласного об'єднання ВУТ «Просвіта» ім. Тараса Шевченка, яке координує їхню роботу.